# Saving Mom & Dad
Saving Mom & Dad è un cortometraggio del 2007 diretto da Kartik Singh, di produzione indiana e francese, presentato al 28º Festival di Cinema Africano di Verona.

## Trama
Ravi Malhotra, otto anni, va a scuola in una cittadina statunitense. Qui si insegna agli alunni che chi non accetta Gesù Cristo va all'inferno. Ravi sa che i suoi genitori non sono cristiani e si trova davanti a una difficile sfida: come salvare mamma e papà?